# Жак Ширак
Жак Рене Ширак (фр. Jacques René Chirac; Париз, 29. новембар 1932 — Париз, 26. септембар 2019) био је председник Француске у два мандата. Први пут 17. мај 1995 — 16. мај 2002. и други пут 17. мај 2002 — 17. мај 2007. Пре тога био је градоначелник Париза. Његов претходник на месту председника Француске био је Франсоа Митеран, а наследио га је Никола Саркози.
Био је један од светских државника који је заговарао бомбардовање војних снага Републике Српске и бомбардовање Србије, 1999. године.

## Градоначелник Париза
Ширак је након одласка из кабинета желео да добије вођство политичке деснице, да у будућности добије француско председништво. RPR је замишљен као изборна машина против председника Жискара д'Естена. Парадоксално, Ширак је имао користи од Гицардове одлуке да створи канцеларију градоначелника у Паризу, која је била у прекиду од Комуне 1871. године, јер су се лидери Треће републике (1871–1940) плашили да би општинска контрола главног града дала градоначелнику превише снаге. 1977. Ширак се кандидовао против Мишела д'Орнана, блиског председнику, и победио. Као градоначелник Париза, Шираков политички утицај је растао. На овој функцији је био до 1995. године.
Ширакове присталице истичу да је, као градоначелник, обезбедио програме помоћи старима, особама са инвалидитетом и самохраним мајкама и увео Мотокрот за чишћење улица, истовремено пружајући подстицај предузећима да остану у Паризу. Његови противници тврде да је он поставио политику "клијенте".

## Председник Француске

### Први мандат: 1995–2002
У оквиру првог председничког мандата, 2001, боравио је у Београду где је отворио обновљени Француски културни центар демолиран у данима НАТО бомбардовања 1999. године. Сматра се да је управо Ширак ставио вето на бомбардовање београдских мостова.

#### Одбрамбена политика
Као врховни командант француских оружаних снага смањио је војни буџет, као и његов претходник. На крају његовог првог мандата то је чинило три процента БДП-а. Године 1997. носач авиона Клемансо је повучен након 37 година службе, док је њен сестрински брод Фош повучен 2000. године након 37 година службе, остављајући француску морнарицу без носача авиона све до 2001. године, када је Шарл де Гол пуштен у функцију. Такође је смањио издатке за нуклеарно оружје, а француски нуклеарни арсенал је смањен на 350 бојевих глава, у поређењу са руским нуклеарним арсеналом од 16.000 бојевих глава. Такође је објавио план за смањење броја ловаца Француза. Војска имала за 30.
Након што је Франсоа Митеран напустио функцију 1995. године, Ширак је започео приближавање НАТО-у придруживањем Војном комитету и покушајем да преговара о повратку у интегрисану војну команду, што није успело након што је француски захтев за паритетом са Сједињеним Државама остао неиспуњен. Могућност даљег покушаја пропала је након што је Ширак био приморан на кохабитацију са кабинетом предвођеним социјалистима између 1997. и 2002. године, а затим лоши француско-амерички односи након што је француска претња ветом УН-а на Ирак 2003. онемогућила трансатлантске преговоре.

### Други мандат: 2002–2007
Са 69 година, Ширак се суочио са својом четвртом председничком кампањом 2002. Добио је 20% гласова на првом гласању на председничким изборима у априлу 2002. Очекивало се да ће се суочити са актуелним премијером Лионелом Жоспеном (PS) у другом кругу избора; уместо тога, Ширак се суочио са политичарем крајње деснице Жан-Мари Ле Пеном из Националног фронта (ФН), који је дошао са 200.000 гласова испред Жоспена. Све странке осим Националног фронта (нерачунајући Lutte Ouvrière) позвале су на супротстављање Ле Пен, чак и ако је то значило гласање за Ширака. Период од 14 дана између два круга гласања обележиле су демонстрације против Ле Пена и пароле попут „Гласајте за лопова, а не за фашисту” или „Гласајте штипаљком на носу”. Ширак је поново изабран убедљиво, са 82 процента гласова на другом гласању. Међутим, Ширак је постао све непопуларан током свог другог мандата. Према анкети из јула 2005. 37 процената је оценило Ширака позитивно, а 63 процента неповољно. Економист је 2006. писао да је Ширак „најнепопуларнији станар Јелисејске палате у историји пете републике“.

#### Спољна политика
Заједно са Владимиром Путином (којег је назвао „личним пријатељем“), Ху Ђинтаом и Герхардом Шредером, Ширак се појавио као водећи глас против Џорџа Буша и Тонија Блера 2003. током организације и ангажовања америчких и британских снага које учествују у војној коалицији за насилно уклањање владе Ирака коју контролише Баас партија под вођством Садама Хусеина, што је резултирало ратом у Ираку 2003–2011.
Упркос британском и америчком притиску, Ширак је у том тренутку запретио да ће ставити вето на резолуцију Савета безбедности УН којом би се одобрила употреба војне силе да би се Ирак ослободио наводног оружја за масовно уништење, и окупио је друге владе на своју позицију. „Ирак данас не представља непосредну претњу која оправдава непосредан рат“, рекао је Ширак 18. марта 2003. Будући премијер Доминик де Вилпен стекао је велики део своје популарности својим говором против рата у Уједињеним нацијама (УН).
Након смрти вође Тога Насингбеа Ејадеме 5. фебруара 2005, Ширак му је одао почаст и подржао његовог сина, Фора Насингбеа, који је од тада наследио свог оца.
Ширак је 19. јануара 2006. рекао да је Француска спремна да покрене нуклеарни напад на сваку земљу која спонзорише терористички напад против француских интереса. Он је рекао да је нуклеарни арсенал његове земље реконфигурисан тако да укључује могућност извођења тактичког удара у знак одмазде за тероризам.
Ширак је критиковао израелску офанзиву на Либан 14. јула 2006. године. Међутим, Радио Израелске војске је касније известио да је Ширак тајно рекао израелском премијеру Ехуду Олмерту да ће Француска подржати израелску инвазију на Сирију и свргавање владе председника Башара ел Асада, обећавајући да ће ставити вето на све потезе против Израела у Уједињеним нацијама, или Европске уније. Док је неслагање око Ирака изазвало раздор између Париза и Вашингтона, недавне анализе сугеришу да су обе владе блиско сарађивале на досијеу о Сирији како би окончале сиријску окупацију Либана, и да је Ширак био покретач ове дипломатске сарадње.
У јулу 2006, Г8 се састала да разговара о међународним енергетским проблемима. Упркос растућој свести о питањима глобалног загревања, Г8 се фокусирала на питања „енергетске безбедности“. Ширак је наставио да буде глас на састанцима самита Г8 за подршку међународној акцији за обуздавање глобалног загревања и забринутости због климатских промена. Ширак је упозорио да „човечанство плеше на вулкану“ и позвао на озбиљну акцију водећих светских индустријализованих нација.
Након Ширакове смрти 2019. године, улица која води ка Лувру у Абу Дабију је у новембру 2019. названа Улица Жака Ширака у част Ширакових напора да ојача везе између Француске и Уједињених Арапских Емирата током његовог председавања.
Ширак је заступао чврсту промароканску политику, а већ успостављени промарокански ставови Француске у односу на конфликт у Западној Сахари су ојачани током његовог председничког мандата.

#### Пензионисање
Почетком септембра 2005. Ширак је доживео догађај који су његови лекари описали као "васкуларни инцидент". Званично је пријављен као „мањи мождани удар“ или благи мождани удар (такође познат као пролазни исхемијски напад). Убрзо се опоравио и вратио својим дужностима.
У унапред снимљеном телевизијском преносу емитованом 11. марта 2007. године, он је најавио, што је био широко предвиђени потез, да неће изабрати да се кандидује за трећи мандат као председник. (2000. године устав је измењен да би се дужина председничког мандата смањила на пет година, тако да је његов други мандат био краћи од првог.) „Цео мој живот је био посвећен служењу Француској и служењу миру“, Ширак је рекао и додао да ће пронаћи нове начине да служи Француској након што напусти функцију. Није образложио разлоге за своју одлуку. Он током емитовања није подржао ниједног од кандидата који се кандидују за изборе, али је неколико минута свог говора посветио молби против екстремистичке политике која се сматрала слабо прикривеним позивањем бирачима да не гласају за Жан-Мари Ле Пена и препорука Николи Саркозију да не оријентише своју кампању тако да укључује теме које се традиционално повезују са Ле Пеном.

## После окончања мандата
Ширак је био један од најистакнутијих гостију на прослави шездесетогодишњице победе над фашизмом у Москви 2005. године. Том приликом, открио је и споменик Шарлу де Голу.
Осуђен је на условну казну од две године 15. децембра 2011. због злоупотребе државних фондова и сукоба интереса у време док је био градоначелник Париза.
Ширак је преминуо у својој кући у 6. арондисману Париза 26. септембра 2019. године, окружен породицом. У Сен-Сулпису је 30. септембра одржана миса задушница.